# Nisi
Nisi (nep. निसी) – gaun wikas samiti w zachodniej części Nepalu w strefie Dhawalagiri w dystrykcie Baglung. Według nepalskiego spisu powszechnego z 2011 roku liczył on 1425 gospodarstw domowych i 7057 mieszkańców (3926 kobiet i 3131 mężczyzn).